# 오쿠다이라 마사시카

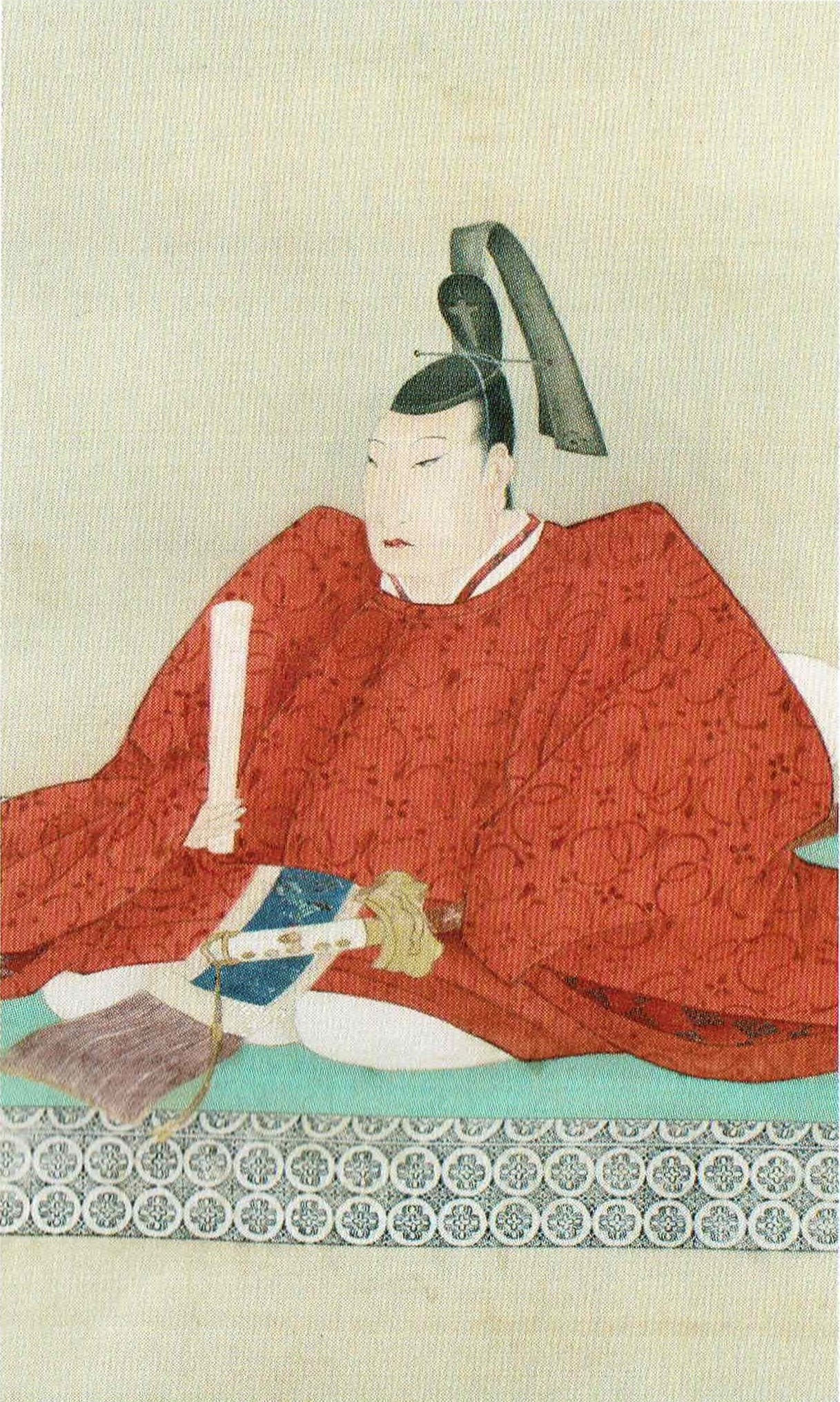
오쿠다이라 마사시카

오쿠다이라 마사시카(奥平昌鹿)는 에도 시대 중기부터 후기까지의 다이묘, 국학자이다. 부젠 나카쓰번 제3대 번주이다. 나카쓰 번 오쿠다이라가 제7대 당주. 아명은 구마타로(熊太郎). 원복 후 첫 이름은 마사쿠니(昌邦).
나카쓰 번 선대 번주 오쿠다이라 마사아쓰의 장남으로 태어났다. 어머니는 가사마번주 마키노 사다미치의 딸이다. 정실은 오시 번주 아베 마사치카의 딸 기쿠코(菊子)이다.
| 전임 오쿠다이라 마사아쓰 | 제3대 나카쓰번 번주 (오쿠다이라가) 1758년 ~ 1780년 | 후임 오쿠다이라 마사오 |